# Люцифер (телесериал)
«Люцифе́р» (англ. Lucifer) — американский телесериал, созданный по мотивам серии комиксов «Люцифер» Майка Кэри с использованием персонажа Нила Геймана из серии «Песочный человек», выпущенной издательством Vertigo, импринтом DC Comics.
Премьера шоу состоялась 25 января 2016 года. 7 апреля 2016 года сериал был продлён на второй сезон. 13 февраля 2017 года сериал был продлён на третий сезон.
11 мая 2018 года сериал был закрыт после трёх сезонов, однако были выпущены две бонусные серии. 16 июня 2018 года стало известно, что Netflix выкупил права на шоу и продлил его на четвёртый сезон. Четвёртый сезон был выпущен 8 мая 2019 года. 7 июня 2019 года сериал был продлён на пятый сезон из шестнадцати эпизодов. В июне 2020 года сериал был продлён на шестой и последний сезон. Начиная с четвёртого сезона доступен на сервисе Netflix в русском дубляже.

## Эпизоды
| Сезон | Серии | Серии | Даты показа      | Даты показа      | Даты показа |
| Сезон | Серии | Серии | Первая серия     | Последняя серия  | Канал       |
| ----- | ----- | ----- | ---------------- | ---------------- | ----------- |
| 1     | 13    | 13    | 25 января 2016   | 25 апреля 2016   | Fox         |
| 2     | 18    | 18    | 19 сентября 2016 | 29 мая 2017      | Fox         |
| 3     | 24    | 24    | 2 октября 2017   | 14 мая 2018      | Fox         |
| 3     | 2     | 2     | 28 мая 2018      | 28 мая 2018      | Fox         |
| 4     | 10    | 10    | 8 мая 2019       | 8 мая 2019       | Netflix     |
| 5     | 16    | 8     | 21 августа 2020  | 21 августа 2020  | Netflix     |
| 5     | 16    | 8     | 28 мая 2021      | 28 мая 2021      | Netflix     |
| 6     | 10    | 10    | 10 сентября 2021 | 10 сентября 2021 | Netflix     |

## Сюжет
Люцифер, эксцентричный Король Ада, заскучал на своём троне и решил посетить Лос-Анджелес. Люцифер становится владельцем роскошного ночного клуба Lux и ведёт разгульный образ жизни. После убийства знакомой ему девушки Люцифер решает разузнать, кто виновен в её смерти. В процессе расследования он знакомится с детективом Хлоей Декер. Люцифер неожиданно для себя обнаруживает, что не имеет над девушкой власти и его роковое обаяние на неё не действует. Заинтригованный этим обстоятельством Король Ада становится её партнёром и консультантом по раскрытию преступлений. Сверхъестественные способности помогают ему и Хлое в совместной работе. Ситуация осложняется тем, что Люциферу постоянно напоминают о возвращении назад в преисподнюю, где без хозяина постепенно воцаряется хаос.

## Актёры и персонажи
= Главная роль в сезоне
     = Второстепенная роль в сезоне
     = Гостевая роль в сезоне
     = Не появляется

### Основной состав
| Актёр               | Персонаж                         | Появление в сезонах | Появление в сезонах | Появление в сезонах | Появление в сезонах | Появление в сезонах | Появление в сезонах | Появление в сезонах |
| Актёр               | Персонаж                         | 1                   | 2                   | 3                   | 4                   | 5                   | 6                   | Эпизоды             |
| ------------------- | -------------------------------- | ------------------- | ------------------- | ------------------- | ------------------- | ------------------- | ------------------- | ------------------- |
| Том Эллис           | Люцифер Морнингстар              | 13                  | 18                  | 26                  | 10                  | 16                  | 10                  | 93                  |
| Том Эллис           | Архангел Михаил                  |                     |                     |                     |                     | 9                   | 1                   | 10                  |
| Лорен Джерман       | детектив Хлоя Джейн Деккер       | 13                  | 18                  | 26                  | 10                  | 16                  | 10                  | 93                  |
| Кевин Алехандро     | детектив Дэн Эспиноса            | 12                  | 18                  | 26                  | 10                  | 15                  | 10                  | 91                  |
| Д. Б. Вудсайд       | Аменадиэль                       | 10                  | 16                  | 18                  | 10                  | 16                  | 10                  | 80                  |
| Лесли-Энн Брандт    | Мэйзикин                         | 13                  | 18                  | 20                  | 10                  | 16                  | 10                  | 87                  |
| Скарлетт Эстевес    | Беатрис «Трикси» Эспиноса        | 8                   | 9                   | 11                  | 4                   | 5                   | 4                   | 41                  |
| Рэйчел Харрис       | доктор Линда Мартин              | 12                  | 17                  | 20                  | 10                  | 16                  | 10                  | 85                  |
| Кевин Ранкин        | детектив Малкольм Грэм           | 7                   |                     |                     |                     |                     |                     | 7                   |
| Триша Хелфер        | «Мама»                           |                     | 17                  |                     |                     | 1                   |                     | 18                  |
| Триша Хелфер        | Шарлотта Ричардс                 |                     | 2                   | 18                  |                     | 1                   | 1                   | 22                  |
| Айми Гарсиа         | Элла Лопес                       |                     | 16                  | 22                  | 10                  | 16                  | 10                  | 74                  |
| Том Уэллинг         | Маркус Пирс / Каин               |                     |                     | 18                  |                     |                     |                     | 18                  |
| Инбар Лави          | Ева                              |                     |                     |                     | 8                   | 2                   | 4                   | 14                  |
| Брианна Хильдебранд | Аврора «Рори» Деккер-Морнингстар |                     |                     |                     |                     |                     | 10                  | 10                  |
| Всего эпизодов      | Всего эпизодов                   | 13                  | 18                  | 26                  | 10                  | 16                  | 10                  | 93                  |

- Том Эллис — Люцифер Морнингстар[англ.]

Эксцентричный Король Ада, желающий разнообразить свою жизнь и оставивший преисподнюю ради новых впечатлений. На Земле живёт в образе обаятельного мужчины средних лет, в другом облике выглядит как человек без кожи (в сезонах от Netflix — обгоревший до мяса) и с огненно-красными глазами, причём последние может по желанию проявлять и в человеческом облике. Люцифер беcсмертен. До событий первого сезона у него были белоснежные ангельские крылья, но он их отрезал, однако в конце 2 сезона они появляются вновь, также имеет красные дьявольские крылья, напоминающие нетопыря или дракона. Поначалу помогает полиции как гражданский консультант ради забавы, но постепенно начинает любить эту работу и проникается искренним желанием творить правосудие. Часто говорит окружающим о своей личности, но обычно ему никто не верит. Обладает способностью внушать людям говорить правду о своих сокровенных желаниях, которой регулярно пользуется при общении со свидетелями и подозреваемыми (хотя это часто приводит к неожиданно-смешным открытиям). Во втором сезоне признался, что ненавидел жить и в Раю, и в Аду, и считает Землю своим домом. В финале третьего сезона показал Хлое своё истинное лицо. В финале четвёртого сезона вернулся в Ад на свой трон, но в начале пятого сезона был вынужден покинуть его, чтобы остановить своего брата Михаила. После ночи с Хлоей временно утратил способность заставлять людей признаваться в своих желаниях, зато в её присутствии он стал бессмертным. В конце 5 сезона победил Михаила в битве за небесный трон. В шестом сезоне Люцифер готовится к тому, чтобы стать новым богом, но, в итоге, отказывается от этого. В финале сериала отправляется в Ад, где начинает помогать проклятым душам решать свои незаконченные дела, чтобы они могли попасть в Рай.
- Лорен Джерман (в конце финального эпизода — Джин Кэрол) — Хлоя Декер

Детектив из отдела по расследованию убийств, которая сотрудничает с Люцифером. Имеет иммунитет к способностям Люцифера, а он сам в её присутствии становится смертным. Часто раздражается от его поведения, но ценит его как партнёра и друга. Дочь полицейского и актрисы. Во втором сезоне прониклась к Люциферу романтическими чувствами, но затем выяснилось, что их встреча была спланирована Господом, и именно поэтому Люцифер не может на неё воздействовать. Это заставило Морнингстара отказаться от любви к ней. Бывшая супруга Дэна Эспиносы, у них есть общая дочь Трикси. В третьем сезоне завела роман с новым лейтенантом участка Маркусом Пирсом, но в итоге выбрала Люцифера. В последние моменты сезона увидела Люцифера в его истинном облике и осознала правдивость его утверждений о себе. Изначально боялась облика Люцифера, но в конечном итоге приняла его. В финале четвёртого сезона призналась Люциферу, что любит его. Тяжело восприняла тот факт, что она ниспослана Богом к Люциферу, но, поговорив с Аменадиэлем, осмыслила это и не утратила своих чувств. После ночи с Люцифером обрела способность внушать ему говорить правду о своих желаниях. В финале 5 сезона была убита Михаилом, но позже была возвращена на Землю Люцифером. В шестом сезоне Хлоя уходит из полиции, чтобы отправиться с Люцифером в Рай, но после его ухода в Ад возвращается на службу.
- Кевин Алехандро — Дэн Эспиноса

Детектив отдела по расследованию убийств и бывший муж Хлои. Долго не ладит с Люцифером из-за его необычного поведения и работы с Хлоей, но во втором сезоне они сдруживаются. Люцифер любит называть его «Детектив Кретин». Изначально был выше Хлои по званию, но позже из-за скандала стал рядовым офицером; впоследствии восстановлен в должности детектива. В третьем сезоне состоял в отношениях с Шарлоттой. После её смерти был очень подавлен. В четвёртом сезоне заводит отношения с Эллой. В пятом сезоне становится на путь исправления, чтоб после смерти попасть в Рай, а не в Ад. В 6-й серии пятого сезона узнал об истинной сущности Люцифера. В 15-й серии 5 сезона был убит по приказу Михаила. Попал в Ад. В шестом сезоне возвращается на Землю в виде призрака и в итоге отправляется на небеса.
- Д. Б. Вудсайд — Аменадиэль

Старший брат Люцифера, ангел, которому поручено вернуть Люцифера в Ад. Его необычная способность — останавливать время. Позже потерял силы (что также привело к разрушению крыльев) и остался жить на Земле как человек. Храбрый, благородный и преданный семье. Изначально они с Люцифером терпеть не могут друг друга, но по мере событий сериала находят общий язык и сближаются. В отличие от брата, Аменадиэль всегда следовал воле отца, но постепенно стал сомневаться в правильности этого. Является отцом сына Линды — Чарли. Хотел забрать своего сына в Серебряный город, но в конечном итоге передумал это делать. Верит в то, что его сын не смертный, но в пятом сезоне он понимает, что Чарли является обычным человеком. В финале пятого сезона решает стать детективом. В шестом сезоне Аменадиэль некоторое время работает в полиции, но потом решает стать новым богом вместо Люцифера.
- Лесли-Энн Брандт — Мэйзикин[англ.] «Мэйз»

Преданная союзница Люцифера, которая возглавляет Лилим, дочерей Лилит. На Земле живёт в образе девушки-мулатки, истинный облик отличается только обгоревшей левой половиной лица. Мейз владеет в совершенстве различными боевыми искусствами, благодаря которым часто спасает Люцифера, также умеет незаметно подкрадываться к своей жертве. Склонна к садизму и раздражению, но в то же время не лишена добрых качеств. В одной из серий провела ночь с Аменадиэлем, о чём тот впоследствии пожалел. Сдружилась с Хлоей, к которой во втором сезоне переехала жить. Изначально работала барменом в клубе Люцифера, но во втором сезоне стала охотницей за головами. Также дружит с Линдой, к которой вначале ходила на психологические сеансы. В третьем сезоне захотела вернуться в Ад, но получила отказ и в результате предала Люцифера, но под конец сезона помирилась с ним. Влюблена в Еву. В пятом сезоне пытается обрести душу. В финале 5 сезона начинает отношения с Евой. В шестом сезоне они женятся и уезжают в свадебное путешествие.
- Скарлетт Эстевес — Беатрис «Трикси» Эспиноса

Дочь Хлои и Дэна, школьница. Более серьёзна, чем полагается в её возрасте. Познакомилась с Люцифером случайно в школе, когда он ей посоветовал, как решить конфликт с одноклассницей, позже они подружились с главным героем, хотя обычно тот недолюбливает детей. Позже Трикси также подружилась с Мэйз (они ходили с ней на вечеринку в честь Хеллоуина и часто вместе играют). В 3 сезоне поругалась с Мейз, но в начале 4 сезона они помирились.
- Рэйчел Харрис — доктор Линда Мартин

Психолог Люцифера и подруга Мэйз. В первом сезоне, она была не только консультантом главного героя, но и его любовницей. Долго думает, что он общается с ней религиозными метафорами, но во втором сезоне он доказал ей свои слова, приняв у неё на глазах свой истинный облик. После этого она начала бояться его и Мэйз, но вскоре смогла всё понять и снова стала с ними дружить. Перестаёт встречаться с Люцифером, но продолжает его консультировать. Имеет много наград по психотерапии. В третьем сезоне в одной из серий появляется бывший муж Линды, который хочет её вернуть, но она против их воссоединения, тем более что вскоре он погибает. Также в том же сезоне завела роман с Аменадиэлем, что подпортило её отношения с Мэйз, но позже они помирились. В четвёртом сезоне родила от Аменадиэля ребёнка — Чарли. Известно, что в 17 лет она родила дочь, от которой отказалась, из-за чего она страдает по сей день. В пятом сезоне начала общаться с дочерью.
- Кевин Ранкин — Малкольм Грэм

Детектив, который долго был в коме в результате стрельбы, свидетелем которой стала Хлоя. Главный антагонист первого сезона. Винит Хлою в своей коме. Был пробуждён Аменадиэлем с целью убийства Люцифера, но в итоге стал вести собственную игру, намеренный уничтожить и Дьявола, и Хлою. Убит ими в финале сезона.
- Триша Хелфер — Шарлотта Ричардс / «Мама»

Мать ангелов и бывшая жена Господа; живёт в теле покойного адвоката. Главный антагонист второго сезона. Была изгнана в Ад за многочисленные козни против человечества, но в конце первого сезона сбежала оттуда. Жаждет вернуться в Рай ради воссоединения с семьёй, но также жаждет отомстить бывшему мужу. Несмотря на жизнь в человеческой оболочке, обладает большой физической силой, но постепенно тело Шарлотты начало отторгать божественную сущность носительницы, из-за чего «Мама» захотела покинуть его как можно скорее. В конце сезона Люцифер открыл для неё проход в карманную Вселенную, чтобы она смогла создать свой собственный мир, и «Мама» покинула тело Шарлотты, которая при этом воскресла и не получила никаких воспоминаний о деятельности «Мамы» в её теле. В третьем сезоне выясняется, что на самом деле после смерти Шарлотта попала в Ад и прекрасно это помнит, поэтому пытается стать лучше. В итоге Люцифер и Аменадиэль раскрывают ей правду. Во втором сезоне она работает адвокатом, но в третьем сезоне её приглашают стать главным прокурором департамента и она соглашается. Была убита Пирсом, защищая Аменадиэля. Аменадиэль перенёс её в Рай.
- Айми Гарсиа — Элла Лопес

Добрая, весёлая и изобретательная девушка-судмедэксперт, появляющаяся во втором сезоне. Элла верит в Бога, так как является племянницей монахини, и этим с самого появления в сериале привлекла внимание главного героя. Она обожает Люцифера и всегда готова ему помочь. Некоторые члены её семьи связаны с криминальными кругами, чем она готова пользоваться при случае. Приятельница Хлои и Дэна. В третьем сезоне невольно становится наставницей Шарлотты Ричардс на пути к улучшению. В четвёртом сезоне заводит отношения с Дэном. В пятом сезоне пытается побороть тьму внутри себя. В 6 сезоне начинает отношения с новым детективом Кэролом Корбитом.
- Том Уэллинг — Маркус Пирс

Опытный и уважаемый лейтенант полиции. Полная противоположность Люцифера. Главный антагонист третьего сезона. В одной из серий спас Хлою от пулевого ранения, после чего между ними начинают назревать романтические отношения. Однако в 10 серии раскрывается, что на самом деле он никто иной, как Каин, проклятый Богом на бессмертие за убийство своего брата Авеля (наличие проклятия отмечено символом чуть ниже плеча). Объединился с Люцифером в попытках снять проклятие (Люцифер хотел таким образом позлить отца), но затем между ними возникло соперничество за сердце Хлои, которая и была ключом к смертности Каина. Заключил сделку с Мэйз, чтобы она убила его после снятия проклятия, но дал задний ход из-за своих чувств к Хлое. В итоге погиб в финале сезона от рук Люцифера, а его репутация была разрушена изобличающими документами, найденными Шарлоттой.
- Инбар Лави — Ева

Вторая девушка на планете и вторая жена Адама (первой была Лилит) Вернулась из Серебряного города на Землю, чтоб быть с Люцифером, так как влюблена в него. Любовный интерес Мэйз. В конце четвёртого сезона уезжает из Лос-Анджелеса, чтоб разобраться в себе, но в пятом — возвращается, чтоб быть рядом с Мэйз. В шестом сезоне становится её женой.
- Том Эллис — Архангел Михаил

Брат-близнец Люцифера, который всегда ему завидовал. Главный антагонист пятого сезона. Обладает способностью заставлять людей говорить правду о своих страхах. В пятом сезоне спускается на Землю, чтобы разрушить жизнь Люцифера. Настраивает друзей Люцифера против него. Имеет шрам на лице, который Люцифер вырезал ему демоническим кинжалом Мэйз в ходе драки друг с другом. В финале пятого сезона лишился крыльев.
- Брианна Хильдебранд — Аврора (Рори)

Получеловек-полуангел, дочь Люцифера и Хлои, пришедшая из будущего.
- Скотт Портер — детектив Кэрол Корбит

Новый детектив. Появляется в 6 сезоне на замену Хлои. Начинает отношения с Эллой Лопес.

### Второстепенный состав
| Актёр           | Персонаж              | Появление в сезонах | Появление в сезонах | Появление в сезонах | Появление в сезонах | Появление в сезонах | Появление в сезонах | Появление в сезонах |
| Актёр           | Персонаж              | 1                   | 2                   | 3                   | 4                   | 5                   | 6                   | Эпизоды             |
| --------------- | --------------------- | ------------------- | ------------------- | ------------------- | ------------------- | ------------------- | ------------------- | ------------------- |
| Джон Спеконья   | детектив Сафари       | 5                   |                     |                     |                     |                     |                     | 5                   |
| Марло Фрэнсон   | детектив Марло        | 4                   |                     |                     |                     |                     |                     | 4                   |
| Лохлин Манро    | Энтони Паолуччи       | 3                   |                     |                     |                     |                     |                     | 3                   |
| Грэм Мактавиш   | отец Кинли / Дромос   |                     |                     |                     | 6                   |                     |                     | 6                   |
| Кайлан Робинсон | Коп                   |                     |                     |                     | 5                   |                     |                     | 5                   |
| Винесса Видотто | Рэмиэль               |                     |                     |                     | 2                   | 2                   |                     | 4                   |
| Женевьева Гаусс | офицер Какуцца        |                     |                     |                     | 1                   | 3                   | 2                   | 6                   |
| Деннис Хэйсберт | Бог                   |                     |                     |                     |                     | 6                   |                     | 6                   |
| Александр Кох   | Пит Дэйли             |                     |                     |                     |                     | 3                   |                     | 3                   |
| Джоэл Раш       | Зедкиэль              |                     |                     |                     |                     | 3                   |                     | 3                   |
| Роб Бенедикт    | Винсент ле Мек        |                     |                     |                     |                     | 3                   | 2                   | 5                   |
| Скотт Портер    | детектив Кэрол Корбит |                     |                     |                     |                     |                     | 6                   | 6                   |
| Меррин Данги    | офицер Соня Хэррис    |                     |                     |                     |                     |                     | 3                   | 3                   |
| Всего эпизодов  | Всего эпизодов        | 13                  | 18                  | 26                  | 10                  | 16                  | 10                  | 93                  |

## Производство

### Разработка
16 сентября 2014 года на сайте Deadline появилась информация о том, что телеканал Fox разрабатывает идею телесериала об одном из второстепенных персонажей серии комиксов Нила Геймана о Песочном человеке, Люцифере. 19 февраля 2015 года было официально объявлено о производстве пилотного эпизода. Согласно заявлениям, опубликованным The Hollywood Reporter, Люцифер в телесериале будет отличаться от своего аналога, представленного в комиксах о Песочном человеке и собственной серии комиксов. Вместо этого создатели планируют описания расследований в духе телесериалов «C.S.I.: Место преступления» и «Элементарно», но при этом не отрицая сверхъестественность происходящего.
27 февраля 2015 года было объявлено, что автором сценария пилотного эпизода станет Том Капинос, а режиссёром и исполнительным продюсером выступит режиссёр фильма 2003 года «Другой мир» Лен Уайзман. Телесериал был заказан 9 мая 2015 года телеканалом Fox.
7 апреля 2016 года сериал был продлён на второй сезон.

### Кастинг
27 февраля 2015 года поступила информация, что звезда телесериалов «Раш» и «Однажды в сказке» Том Эллис был утверждён на главную роль Люцифера Морнингстара. Хотя первоначально на роль Мэйз планировалось взять актрису Лину Эско, было объявлено, что кастинг на роль Мэйз будет проведён заново. В марте 2015 года роль Мэйз получила Лесли-Энн Брандт; роль детектива полиции Хлои, ставшей напарницей Люцифера — Лорен Джерман. Также стало известно, что Рэйчел Харрис сыграет психолога Люцифера, а Д. Б. Вудсайд — ангела Аменадиэля.
1 июля 2015 года поступила информация, что Кевин Алехандро заменит Николаса Гонсалеса в роли Дэна после окончания съёмок пилотного эпизода.

## Реакция

### Отзывы критиков
| Сезон | Сезон | Оценка критиков   | Оценка критиков |
| Сезон | Сезон | Rotten Tomatoes   | Metacritic      |
| ----- | ----- | ----------------- | --------------- |
|       | 1     | 49 % (43 отзыва)  | 49 (24 отзыва)  |
|       | 2     | 100 % (9 отзывов) | TBD             |
|       | 3     | 100 % (7 отзывов) | TBD             |
|       | 4     | 100 % (8 отзывов) | TBD             |

Полностью отснятый пилотный эпизод был показан в июле 2015 года на San Diego Comic-Con International и был воспринят положительно. Дэн Виклайн из Bleeding Cool похвалил пилотный эпизод, отметив, что «шоу приятно изобилует великолепными диалогами и безупречной игрой основного актёрского состава… Эта версия Люцифера просто не воспринимает что-либо всерьез, что и продемонстрировано в шоу. Наблюдение за всем этим оказалось более приятным сюрпризом, чем ожидалось от Комик-кона».
В России журнал «Мир фантастики» оценил первый сезон «Люцифера» как «неплохой», на сайте «КГ-портал» первый сезон критиковали за плохой сценарий и слабую динамику.

### Петиция
28 мая 2015 года сайт Американской Семейной Ассоциации (АСА) One Million Moms опубликовал петицию, требующую прекратить производство «Люцифера» как телесериала, показывающего Дьявола с хорошей стороны, что, по их мнению, «оскорбляет христианскую веру и является издевательством над святым учением Библии».
К 1 июня 2015 года петиция собрала всего 11 000 подписей. В ответ на это создатель персонажа Люцифера, Нил Гейман, отметил следующее: «Да уж. Как будто только вчера (на самом деле это было в 1991 году) они выступали с требованиям запретить мой комикс о Песочном человеке, так как в нём имеются ЛГБТ-персонажи. Речь тогда шла о Ванде, которая беспокоила их больше всего: она являлась трансгендерной женщиной и сам факт её появления в комиксе… Они сказали нам, что бойкотируют „Песочного человека“ и это будет до тех пор, пока мы не отпишемся им и не пообещаем убрать персонажа из комиксов. Интересно, заметили ли они, что это не сработало, ни в прошлый раз, ни в этот…»

## Расширенная вселенная
В декабре 2019 года в кроссовере «Кризис на Бесконечных Землях» было подтверждено, что события сериала происходят в рамках мультивселенной DC (Земля-666).

## Комментарии
1. ↑  
Прежде чем телесериал был закрыт компанией Fox[13], один из шоураннеров Илди Модрович заявил, что две серии, снятые для третьего сезона, будут включены в потенциальный на тот момент четвёртый сезон[14]. После финала третьего сезона 14 мая 2018 года оба эпизода были показаны на телеканале Fox 28 мая в виде двухчасовой бонусной серии[15].